# Pou dels Grallons

El Pou dels Grallons, respecte del terme d'Abella de la Conca

El Pou dels Grallons, o Pou Graller, és un pou natural del terme d'Abella de la Conca, al Pallars Jussà, a l'extrem nord del terme, a la vall de Carreu.
Està situat a l'Obaga de la Gargalla, a 1.785 metres d'altitud. A prop seu, al costat de llevant, discorre el Camí de Boumort, al sud-oest de la Solana dels Cóms.

## Etimologia
En aquest cas, el mot comú pou és utilitzat com a sinònim d'avenc, sobretot per la verticalitat d'aquesta cavitat subterrània i la dificultat de penentrar-hi. La segona part del topònim és a causa de la presència en aquest lloc de pollets de gralla. És, per tant, un terme semblant al de graller, que també és usat al Pallars com a sinònim d'avenc.